# Igra pobjednika (2011.)
Igra pobjednika (eng. Moneyball) je američka biografska humoristična drama koju je režirao Bennett Miller, a u kojem su glavne uloge ostvarili Brad Pitt, Philip Seymour Hoffman, Robin Wright, Jonah Hill, Chris Pratt i Casey Bond. Film je temeljen na istinitoj priči o Billyju Beaneu, generalnom menadžeru bejzbolskog kluba Oakland Athletics i njegovom pokušaju da napravi pravu natjecateljsku momčad unatoč ogromnim financijskom problemima.
Film je temeljen na istoimenoj knjizi iz 2003. godine autora Michaela M. Lewisa. U američkim kinima film je započeo s prikazivanjem 23. rujna 2011., dok je u Hrvatskoj službena kino distribucija krenula 8. prosinca 2011.
Igra pobjednika jedan je od najbolje ocijenjenih filmova 2011. godine od strane kritike. Nominiran je u četiri kategorije za nagradu Zlatni globus: najbolji film godine (drama), najbolji glavni glumac (Brad Pitt), najbolji sporedni glumac (Jonah Hill) i najbolji scenarij (Aaron Sorkin, Stan Chervin i Steven Zaillian). Također je nominiran u šest kategorija za prestižnu filmsku nagradu Oscar: najbolji film, najbolji glavni glumac, najbolji sporedni glumac, najbolji adaptirani scenarij, najbolja montaža i najbolja montaža zvuka. Udruženje kritičara Bostona i New Yorka proglasilo je Brada Pitta najboljim glumcem godine, a filmu su također dali priznanje i u kategoriji najboljeg scenarija. 

## Radnja
Billy Beane (Pitt) bivši je igrač bejzbola koji je imao potreban talent i veliki potencijal da postane jedan od najboljih igrača svojeg doba. Nažalost, zbog spleta okolnosti to se nije dogodilo pa se Billy nakon završetka karijere bacio u menadžerske vode. Kao generalni menadžer tima Oakland Athletics (iz Kalifornije) Billy će pokušati ne samo promijeniti igru svoje momčadi nabolje, već promijeniti kompletnu igru bejzbola. Pripremajući se za sezonu 2002., Billy se suočava s tužnom situacijom: njegova momčad ponovno je izgubila svoju veliku zvijezdu (kupio ju je veliki klub koji je nudio ogromne premije) pa ponovno dolazi do rekonstrukcije tima i rezanja budžeta. Ubrzo upoznaje Petera Branda (Hill), pametnog matematičara i ekonomista s Yalea kojeg zapošljava kao svojeg asistenta. Oboružani tek kompjuterskim statističkim analizama koje ostali menadžeri totalno ignoriraju njih dvojica pokušat će svoju teoriju provesti u djelo na terenu. I tako će u Oakland Athletics doći stari, čudni, ozlijeđeni ili komplicirani igrači što se nikako neće svidjeti treneru tima (Hoffman), ali niti ostalim suigračima. Na kraju ipak osvajaju prvenstvo i ostvaruju 20-u uzastopnu pobjedu što još nikome do sad u povijesti bejzbola nije uspjelo...

## Glumačka postava
- Brad Pitt kao Billy Beane
- Jonah Hill kao Peter Brand
- Philip Seymour Hoffman kao Art Howe
- Chris Pratt kao Scott Hatteberg
- Casey Bond kao Chad Bradford
- Stephen Bishop kao David Justice
- Royce Clayton kao Miguel Tejada
- David Hutchison kao John Mabry
- Kathryn Morris kao Tara Beane
- Robin Wright kao Sharon
- Kerris Dorsey kao Casey Beane

## Produkcija
Scenarij za film prvi je napisao Stan Chervin, a Steven Soderbergh je zamijenio Davida Frankela na mjestu redatelja.
19. lipnja 2009. godine, nekoliko dana prije početka snimanja filma, kompanija Sony stavila je film na listu čekanja. Scenarij je sadržavao nekonvencionalne elemente kad su u pitanju sportske drame, kao npr. intervjui s pravim igračima, pa je Soderbergh otpušten s projekta. Zamijenio ga je Bennett Miller, a Aaron Sorkin je prepravio scenarij. Također je zamijenjen i glumac koji je trebao tumačiti lika Paula DePodestu: umjesto Demetrija Martina došao je Jonah Hill.
Snimanje filma započelo je u srpnju 2010. godine.

## Kritike
Film Igra pobjednika dobio je visoke pohvale kritike. Popularna Internet stranica Rotten Tomatoes sadržava 164 pozitivne kritike (od sveukupno njih 173): "Redatelj Bennett Miller, skupa s Bradom Pittom i Jonahom Hillom pretvara priču u oštar, humorističan i dirljiv portret vrijedan bejzbolskog znanja."
Publici se film također svidio. Analiza CinemaScorea pokazuje da su ispitanici koji su ga pogledali filmu uglavnom dali ocjenu "5".

### Liste najboljih filmova
Film se pojavio na sljedećim listama deset najboljih filmova 2011. godine od strane kritičara:
| Kritičar              | Novine                       | Plasman |
| --------------------- | ---------------------------- | ------- |
| Michael Phillips      | Chicago Tribune              | 2.      |
| Satya Nagendra Padala | International Business Times | 2.      |
| Ann Hornaday          | The Washington Post          | 3.      |
| Elizabeth Weitzman    | New York Daily News          | 3.      |
| Peter Travers         | Rolling Stone                | 4.      |
| David Fear            | Time Out New York            | 4.      |
| Nije objavljen        | TV Guide                     | 6.      |
| Joe Neumaier          | New York Daily News          | 6.      |
| Marshall Fine         | Hollywood & Fine             | 6.      |
| Betsy Sharkey         | Los Angeles Times            | 7.      |
| Robbie Collin         | The Daily Telegraph          | 8.      |
| Lisa Schwarzbaum      | Entertainment Weekly         | 8.      |
| Dave McCoy            | MSN Movies                   | 8.      |
| Kim Lorgan            | MSN Movies                   | 8.      |
| Richard T. Jameson    | MSN Movies                   | 10.     |
| Stephen Holden        | New York Times               | 10.     |
| Karina Longworth      | The Village Voice            | 10.     |